# Lamothe (Landes)
Lamothe település Franciaországban, Landes megyében. Lakosainak száma 305 fő (2022. január 1.). Lamothe Cauna, Le Leuy és Souprosse községekkel határos.

## Népesség
A település népességének változása:
| Lakosok száma | 274  | 299  | 367  | 295  | 324  | 323  | 312  | 305  | 302  | 305  |
|               | 1968 | 1982 | 1990 | 2006 | 2013 | 2015 | 2017 | 2019 | 2020 | 2022 |